# مايك كامبل (لاعب كرة قاعدة)
مايك كامبل (بالإنجليزية: Mike Campbell)‏ هو لاعب كرة قاعدة أمريكي، ولد في 17 فبراير 1964 في سياتل في الولايات المتحدة.

## وصلات خارجية
- مايك كامبل على موقعبيزبول رفرنس.كوم (الدوري الرئيسي) (الإنجليزية)
- مايك كامبل على موقع مشجعي الرسوم البيانية (الإنجليزية)